# فيكتور دوران
فيكتور دوران (بالإسبانية: Víctor Durán)‏ هو لاعب كرة قدم مكسيكي، ولد في 1996.

## وصلات خارجية
- فيكتور دوران على موقع قاعدة بيانات كرة القدم.إي يو (الإنجليزية)